# 히가시 요이치
히가시 요이치(일본어: 東陽一, 1934년 11월 14일 ~ )는 일본의 영화 감독, 각본가이다. 와카야마현 출신으로, 와세다 대학 제1문학부 영문학과를 졸업하였다.